# Трогон борнейський
Трогон борнейський (Harpactes diardii) — вид трогоноподібних птахів родини трогонових (Trogonidae). Мешкає в Малайзії, Таїланді, Індонезії та Брунеї.

## Опис
Довжина птаха становить 30 см. Як і більшість трогонів, борнейский трогон має яскраве забарвлення. Виду притаманний статевий диморфізм. Голова і воло самців чорного кольору, на тім'ї пера мають червонуватий відтінок. На шиї тонке рожеве кільце, що відділяє голову від темно-червоних грудей і живота. На задній стороні шиї є "комірець" з рожевих пер. Спина червонувато-коричнева, крила здебільшого чорні. Верхня частина хвоста коричнева, кінець хвоста трикольоровий: посередині коричневий, далі чорний, а по бокам білий. Нижня сторона хвоста біла. У самиць голова, спина і груди оливково-коричневі, живіт червонуватий. І у самців, і у самиць дзьоб блакитний, гола шкіра навколо очей фіолетова.

## Поширення і екологія
Борнейські трогони мешкають в біогеографічному регіоні Сунда, що включає Малайзію, Таїланд, Індонезію і Бруней. Це осілий птах на всьому ареалі. Мешкає в рівнинних тропічних лісах на висоті до 900 м над рівнем моря.

## Підвиди
Виділяють два підвиди борнейського трогона:
- H. d. diardii (Temminck, 1832) — острови Борнео і Банка
- H. d. sumatranus (Blasius, W, 1896) — Малайський півострів і Суматра

## Раціон
Харчується безхребетними, іноді їсть фрукти

## Розмноження
На Борнео сезон розмноження триває з травня по серпень, в Малайзії- з лютого по серпень.

## Збереження
МСОП вважає, що стан збереження цього виду близький до загрозливого. Основною загрозою є знищення місць проживання птаха, а також лісові пожежі.